# کتابخانه ملی روسیه

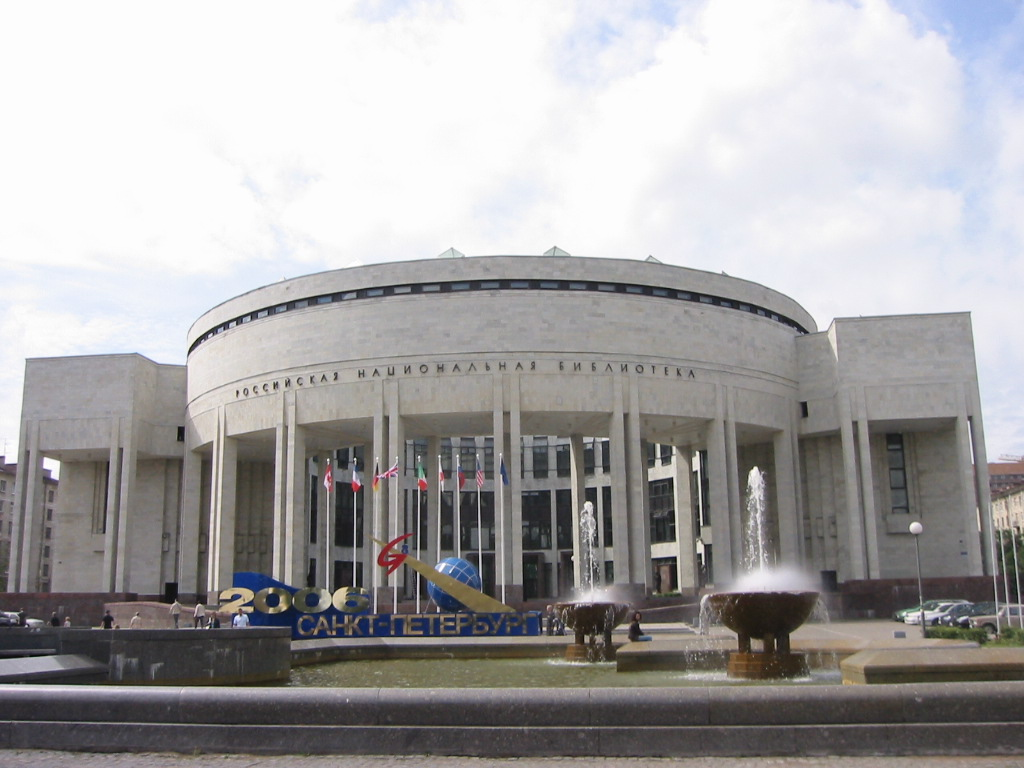
ساختمان جدید کتابخانه

کتابخانه ملی روسیه در سن پترزبورگ یکی از بزرگ‌ترین کتابخانه‌های جهان است که گنجینه عظیمی حدود ۳۴ میلیون کتاب، مجله، روزنامه، نسخه خطی و اسناد و مدارک از سراسر جهان را به ۲۴۷ زبان نگهداری می‌کند و در اختیار مراجعه‌کنندگان قرار می‌دهد.

## تاریخچه
تاریخ تأسیس این کتابخانه ۱۸۳۱ (میلادی) میلادی است. در این سال خانه کنت رومیانتسف در سنت پترزبورگ به موزه تبدیل شد. چندی بعد مجموعه کتاب‌های این موزه به کتابخانه جدیدالتأسیس مسکو منتقل گردید. در سال ۱۸۶۲ درهای این کتابخانه به روی مردم گشوده شد. در آن زمان کتابخانه حدود یکصد هزار جلد و سالن مطالعه‌ای فقط برای ۲۰ نفر داشت. آهنگ رشد کتابخانه قبل از انقلاب اکتبر بسیار کند بود ولی پس از انقلاب اکتبر بسیار افزایش یافت. پس از جنگ جهانی دوم در دهه ۱۹۵۰ ساختمان جدیدی برای کتابخانه ساخته شد و ساختمان قدیمی کتابخانه به موزه کتاب تبدیل شد. در سال ۱۹۷۰ مرکز رایانه کتابخانه راه اندازی شد و به تدریج به مرکز اطلاع‌رسانی در سراسر اتحادیه جماهیر شوروی و نیز مرکز هدایت کتابخانه‌های عمومی تبدیل شد در ضمن تجهیزات فنی و ایمنی ساختمان آن نیز کاملتر شد
در حال حاضر به عنوان کتابخانه پژوهشی، امانی و مرجع عمل می‌کند.
در سال ۱۹۹۲ پس از فروپاشی شوروی سابق نام کتابخانه ملی روسیه به کتابخانه دولتی روسیه تغییر کرد.

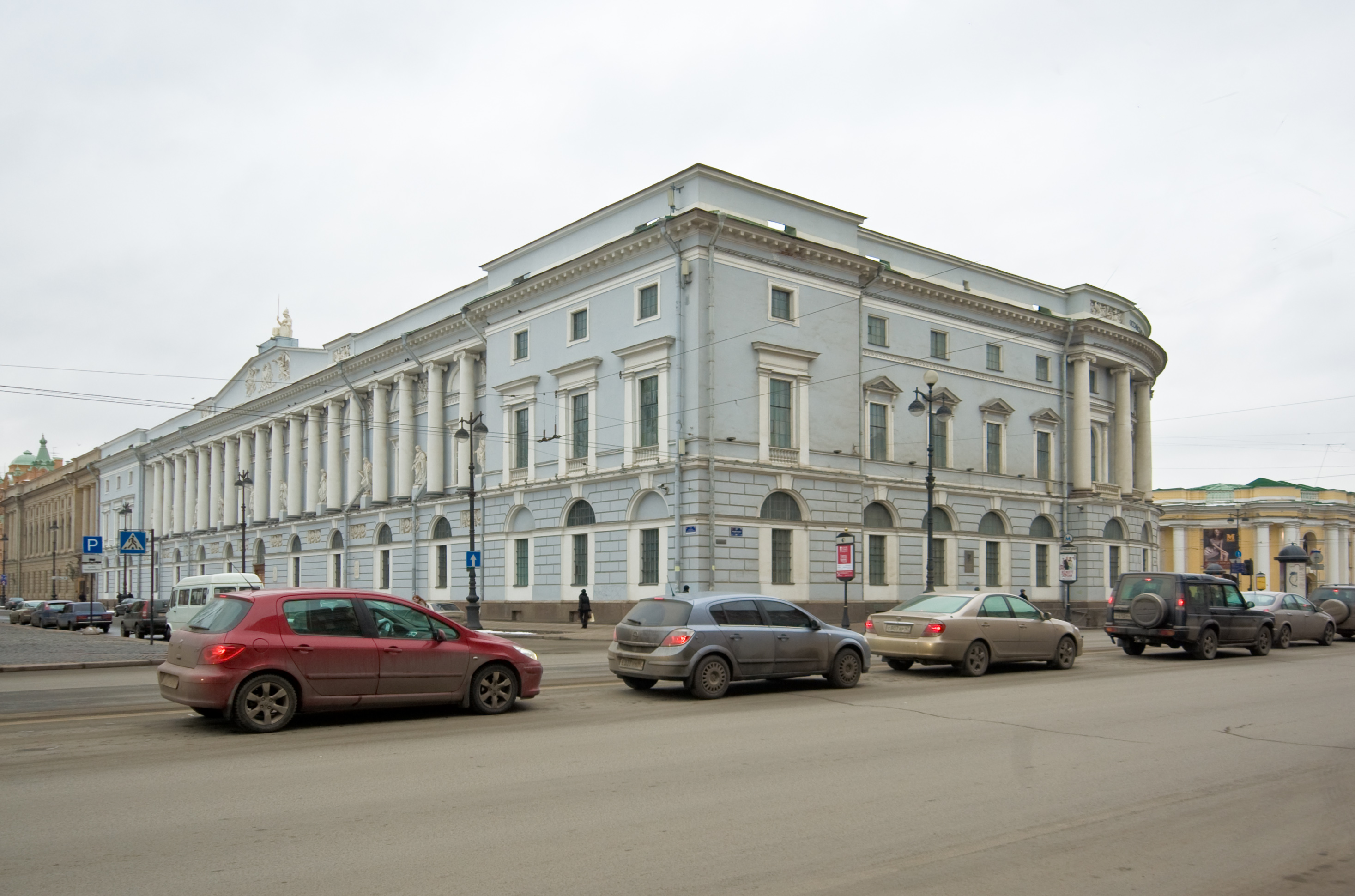
بخشی از کتابخانه که در قرن هیجدهم ساخته شده‌است.

## مجموعه
نسخه‌های خطی کتابخانه بیش از ۳۴۴۰۰ جلد است. علاوه براین مجموعه کتابخانه دارای مجموعه جالبی از نقشه، نت موسیقی، کتابهای نایاب، پایان‌نامه دوره دکتری، پیایندها و انواع مدارک و انتشارات است. بیش از ۶۰۰ آرشیو شخصی از مشاهیر روسیه در کتابخانه مسکو نگهداری می‌شود. نظام فهرست‌نویسی و رده‌بندی توسط کتابداران شوروی سابق طراحی شده‌است. کتابخانه دارای یک فهرست الفبایی اسامی مؤلفان و عنوان‌های کتاب یک فهرست موضوعی و یک فهرست رده‌ای است.

## نگارخانه

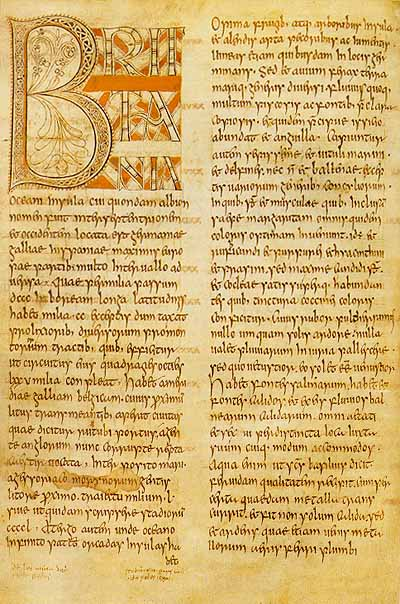
سنت پترزبورگ بد (۷۴۶)
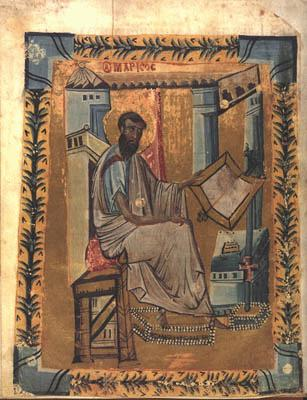
انجیل ترابیزون (قرن دهم)
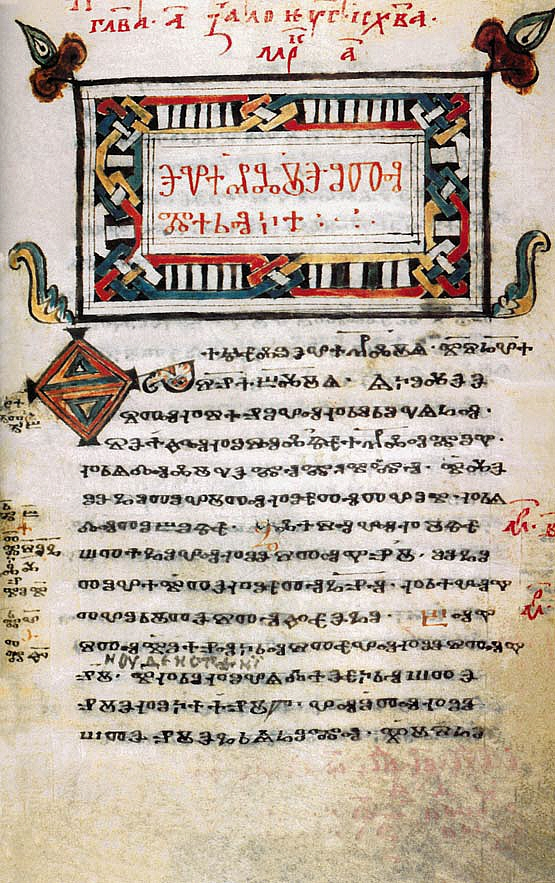
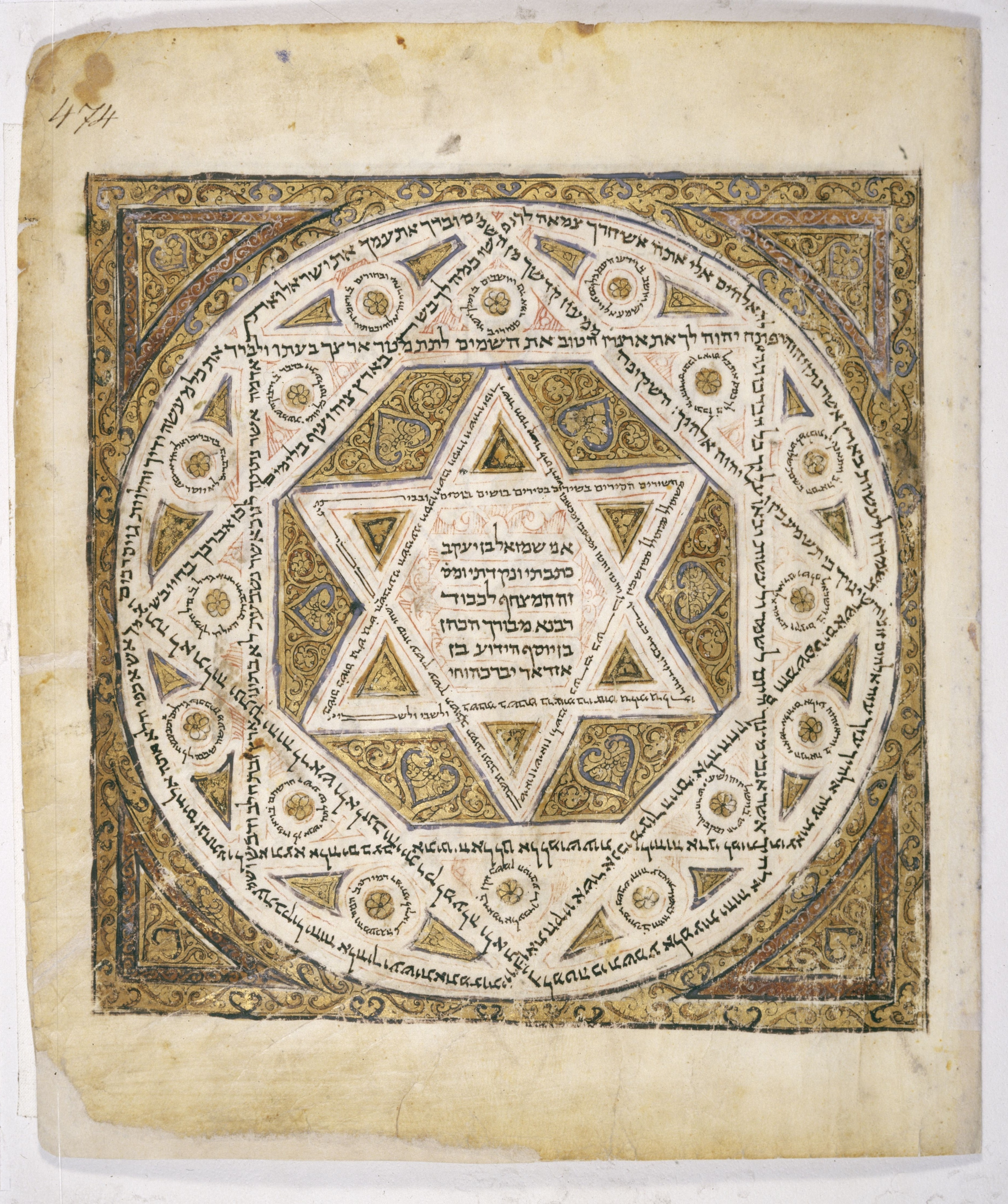
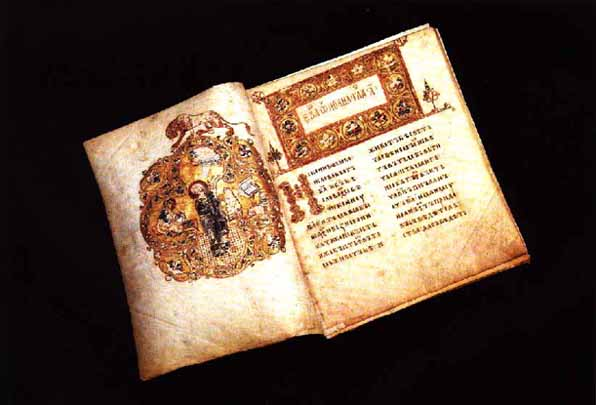
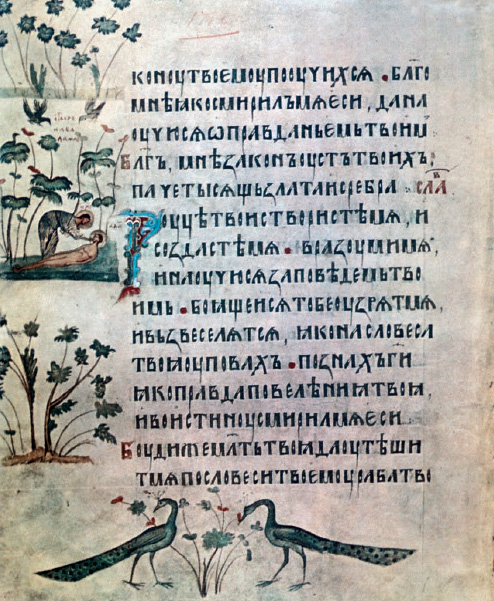
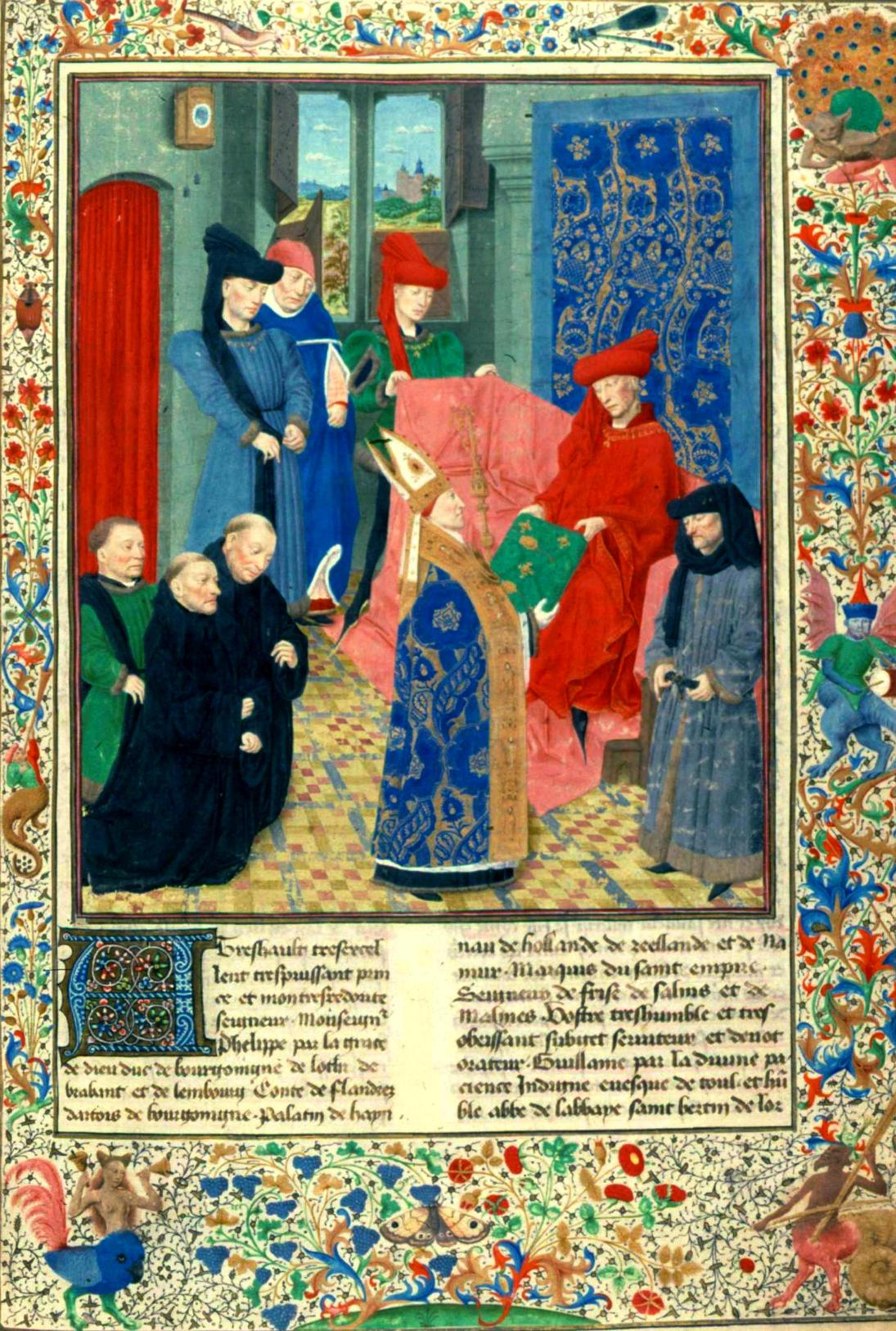
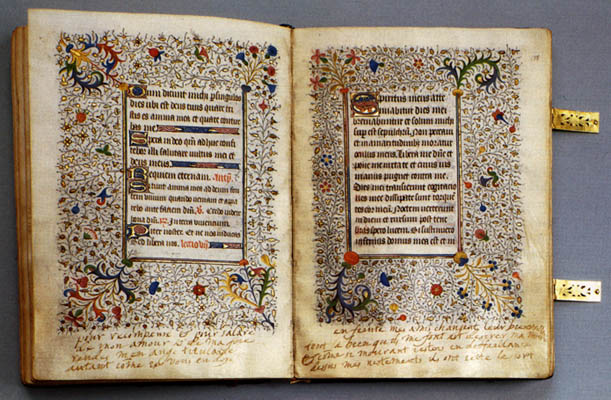
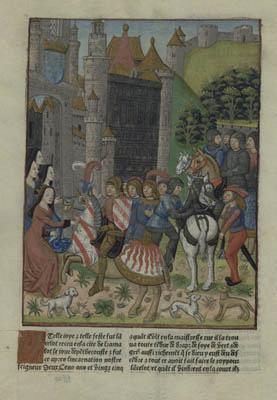